# پابلیک رادیو اینترنشنال
پابلیک رادیو اینترنشنال (PRI) (به انگلیسی: Public Radio International) یک سازمان رادیو عمومی در آمریکا است. پی‌آرآی دارای بیش از ۸۵۰ ایستگاه رادیویی عمومی در ایالات متحده است مقر آن در مینیاپولیس، مینه سوتا قرار دارد.
پی‌آرآی یکی از تأمین کنندگان اصلی برنامه‌ریزی برای ایستگاه‌های رادیویی عمومی در ایالات متحده، همراه با ان‌پی‌آر، امریکن پابلیک مدیا و پابلیک رادیو اکسچنج است.